# 緒方勉
緒方 勉（おがた つとむ）は、漫画『ドカベン』に登場する架空の人物。アニメ版の声優は納谷六朗。

## 人物
- 福島県・いわき東高校のエース。右投右打。抜群のコントロールと、ベースの約80センチ手前で狂いなく落ちる超高校級のフォークボールが武器。
- 伊集院光の『球漫 野球漫画シャベリたおし!』（実業之日本社、ISBN  4408612332）に、伊集院と水島新司の対談が掲載されているが、その中で緒方の復活に対する伊集院の提案・希望が表明されており、実際の緒方の復活への岐路も対談の内容そのままである。

## 経歴
- 山田たちの一年時、病気で倒れた出稼ぎの父親の代わりに福島県いわき市から出向き、働きながら(年齢をごまかした不法就労という描写もある)神奈川大会予選を観戦するキャラクター「出かせぎくん」として登場（観戦する仲間に坂田三吉がいた）。山田から「東海高校の秘密投手」と疑われる。
- それ以前、地元の炭鉱（常磐炭鉱）の廃鉱が決定し、チームメイトと離れ離れになる思いを糧に、県大会決勝で完全試合を達成、夏の甲子園出場を決める。
- 甲子園では決勝までの全4試合を完封、決勝の明訓戦でも8回まで得点を許さず（1回に岩鬼に先頭打者ホームランを打たれたが、岩鬼が三塁ベースを踏み忘れていたためアウトとなったことで失点は免れた）、44イニング連続無失点を記録。しかし、9回表に岩鬼に逆転2ランとなるスコアボード越えの場外ホームランを浴びる（その前の打席で岩鬼が悪球打ちと知った緒方はど真ん中のストレートを投げたのだが、岩鬼の目に太陽の光が入り、結果的に悪球になってしまった。決して失投ではない）。その裏の攻撃で出塁して三塁まで進み、三塁ファウルフライからホームにタッチアップを狙う執念を見せるも、間一髪でアウトとなり、惜敗。
- 卒業後は地元のノンプロ・イワキ電工で野球を続けていたが、野球部が解散したため、2004年、高校時代のチームメイトである足利速太と共に、東京スーパースターズにテスト入団。
- スーパースターズでは里中に次ぐ先発投手陣の主軸として活躍している。ブルペンでリリーフの準備をしている描写もあり、両方掛け持ちしている可能性もある。
- ドリームトーナメント編決勝で登板した時点ではフォークボールに更に磨きがかかっており、目的別に落差の違う3種類のフォークを使いこなす。またストレートではなくフォークを主体としたピッチングをしている。

## 背番号
- 15（2004年 - ）